# アオアヲナルトリゾート
アオアヲナルトリゾートは、徳島県鳴門市鳴門町土佐泊浦にあるリゾートホテル。鳴門市の瀬戸内海国立公園内に立地する。

## 沿革
- 1991年4月23日 - リゾートホテル「マジィリゾートナルト」として開業。
- 1994年 - マリオット・インターナショナルと契約し、「ルネッサンス リゾート ナルト」に名称変更。同社系列となる。
- 2019年4月1日 - マリオット・インターナショナルとの契約終了により、「アオアヲナルトリゾート」に名称変更[1]。

## 施設概要
- 南欧風のリゾートホテル。
- 8階建ての本館、9階建ての南館。客室計208室
- フランス料理、日本料理、カフェ等の計5つのレストラン
- 5つの宴会場（婚礼、パーティー、研修会等、多用途使用可能）
- 天然温泉、屋外プール、テニスコート、マーケットプレイスなど
- 無料駐車場(200台)
- フリーWi-Fi

## 部屋の種類
- アオアヲフロア
- 洋室
- 和室

## アクセス
- 神戸淡路鳴門自動車道・鳴門北ICを出て、徳島県道11号鳴門公園線を北に約300m
- 四国旅客鉄道（JR四国）鳴門線鳴門駅より、車で15分もしくは徳島バス鳴門公園線･鳴門線、大毛バス停下車すぐ。
- 高速鳴門バスストップより車で10分
- ホテル発着の高速バス（岸和田観光バス運行のSPA LINE鳴門・四国、阿波エクスプレス京都号・同大阪号・同神戸号、広交観光運行のあわひろしま号）あり。

## 周辺施設
- 大毛海岸
- 渦の道
- 大塚国際美術館

## その他
- 峠MAX2 - アトラスから発売されたレーシングゲーム。劇中に登場する“シーサイドホテル”の外観は本ホテルがモチーフとなっている。

## ギャラリー

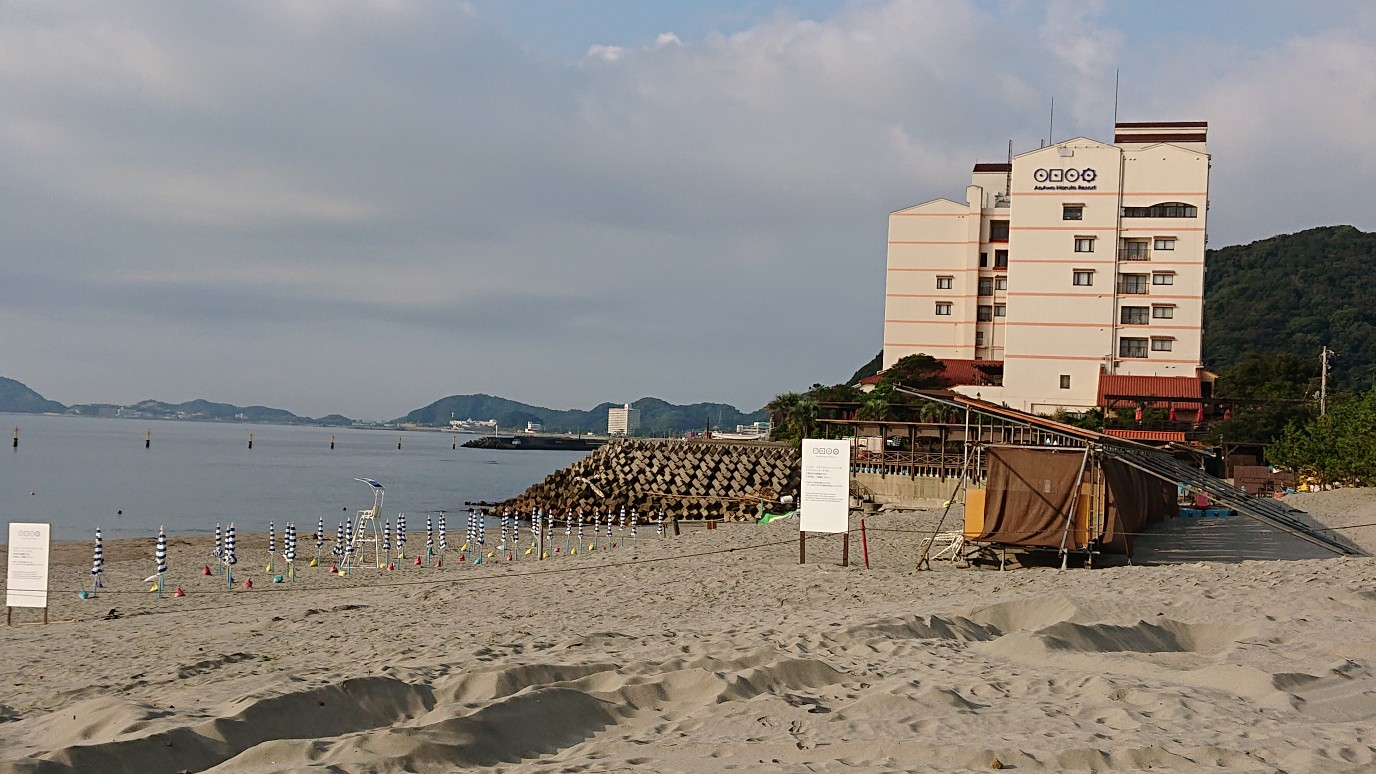
建物外観（北側砂浜より）
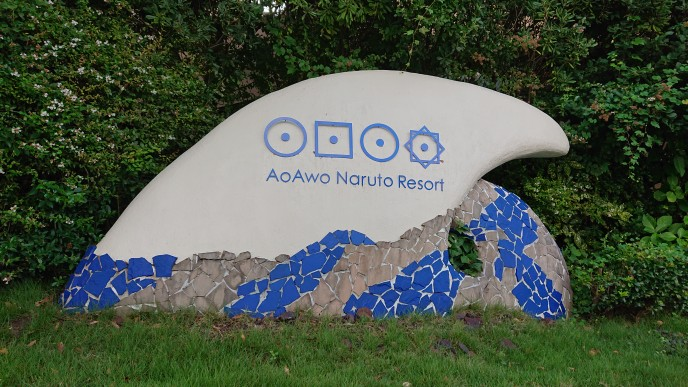
ロゴ
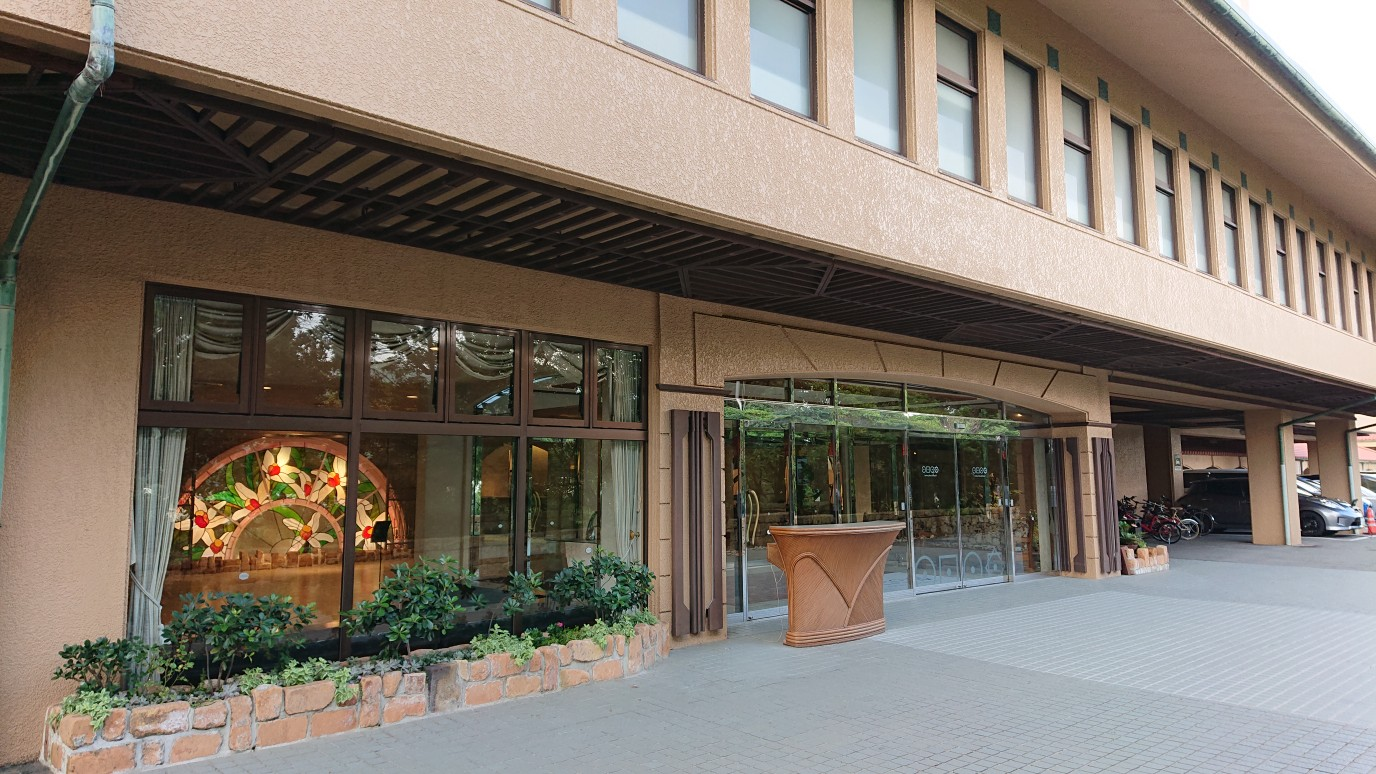
エントランス
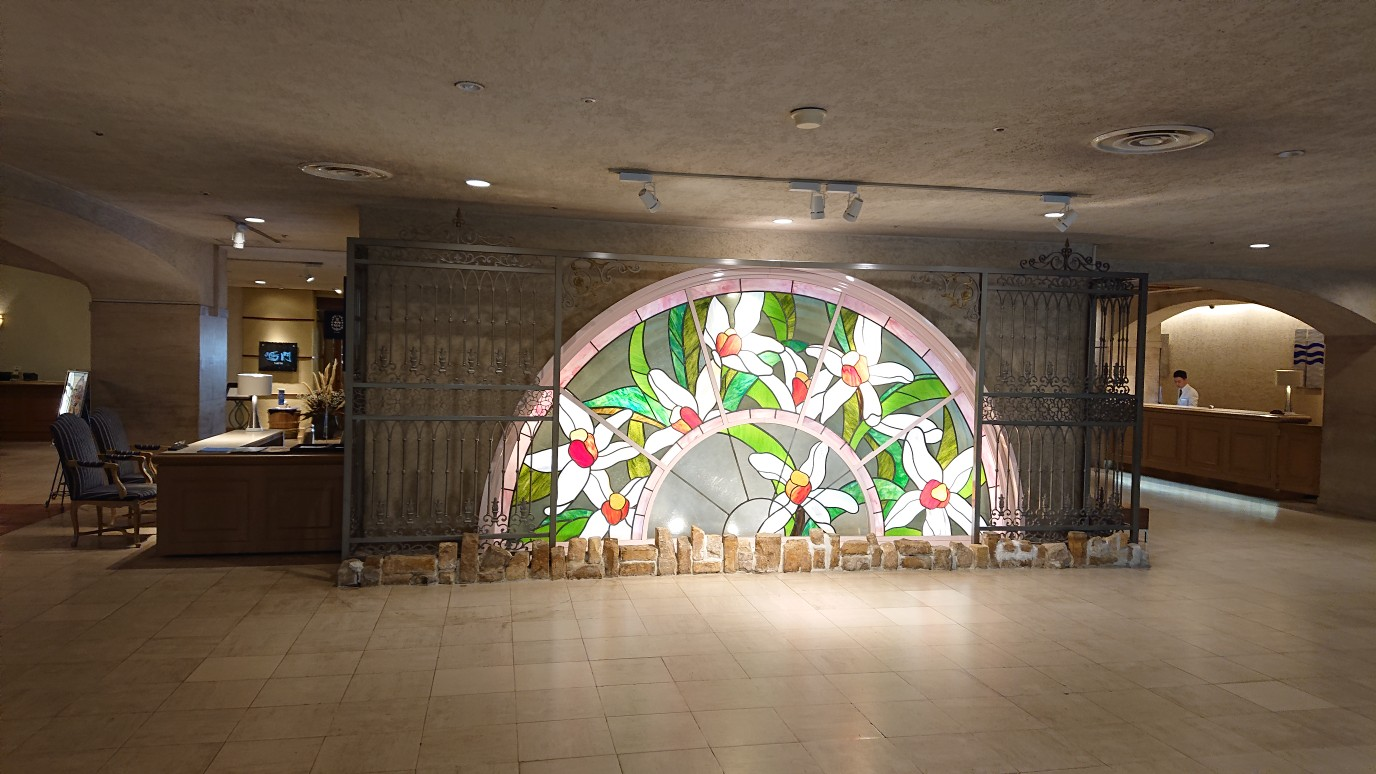
エントランス内側
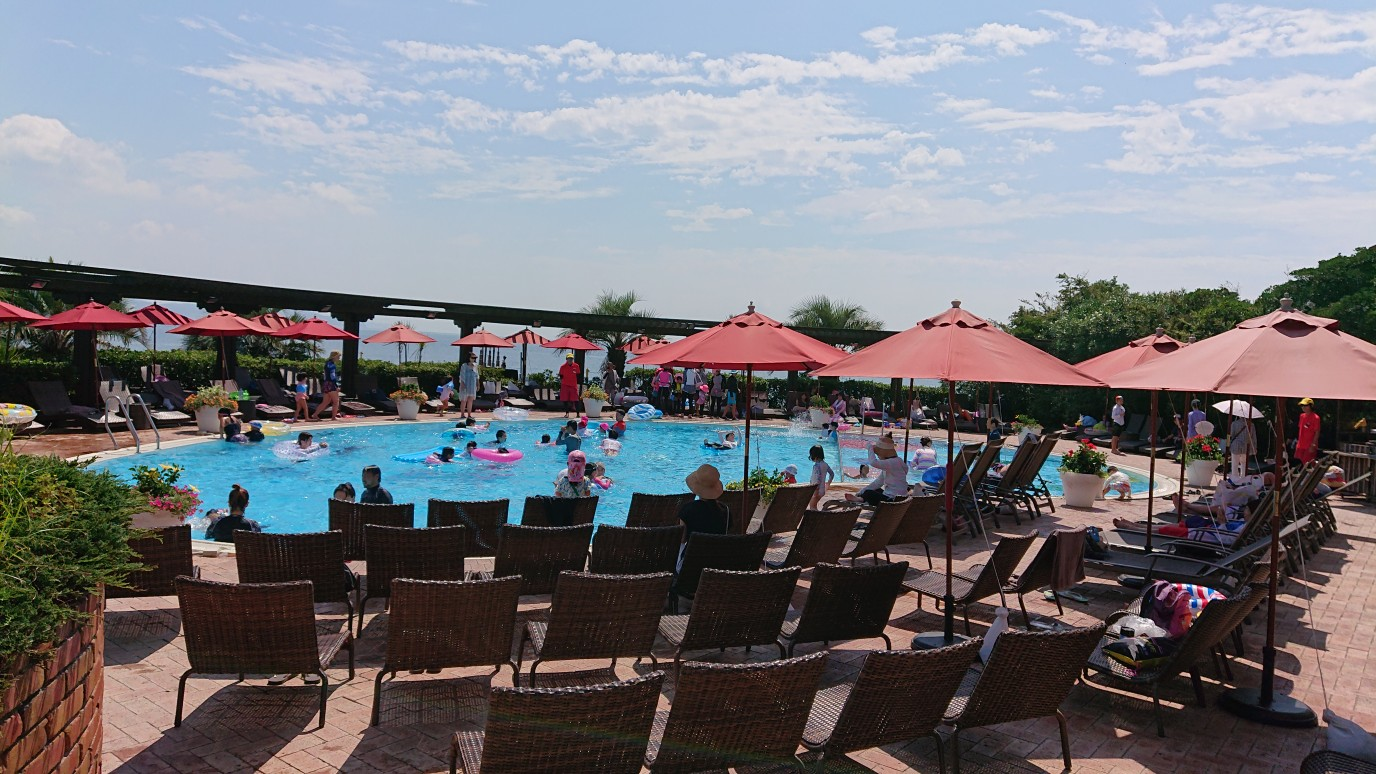
プールエリア